# Biblioteca nacional de las Maldivas
La Biblioteca nacional de Maldivas (Gaumee Kuthubuhaanaa ) se estableció en 1945. Sirve como la Biblioteca pública y nacional de Maldivas, enfocándose en la literatura moderna. Se encuentra en Malé, ciudad capital de la República de las Maldivas.
La biblioteca tiene un papel importante en la prestación de sus servicios al público en general, ofreciendo una variada colección de todos los materiales de lectura publicados y documentos en el país. Esto anima a la costumbre de la lectura y el trabajo de investigación en la comunidad, y es especialmente útil para los estudiantes, profesores, investigadores, miembros del Gobierno y niños.
La Biblioteca nacional es financiada por el gobierno y gestionada por el Ministerio de Información Cultura y Artes.